# Agraecina
Genre
Synonymes
- Lascona Georgescu, 1989

Agraecina est un genre d'araignées aranéomorphes de la famille des Liocranidae.

## Distribution
Les espèces de ce genre se rencontrent en Europe du Sud, en Afrique du Nord, en Afrique de l'Ouest, au Moyen-Orient et en Asie centrale.

## Liste des espèces
Selon World Spider Catalog (version 21.5, 04/10/2020) :
- Agraecina agadirensis Lecigne, Lips, Moutaouakil & Oger, 2020
- Agraecina canariensis Wunderlich, 1992
- Agraecina cristiani (Georgescu, 1989)
- Agraecina hodna Bosmans, 1999
- Agraecina lineata (Simon, 1878)
- Agraecina rutilia (Simon, 1897)
- Agraecina salsicola Bosmans & Boubakri, 2020
- Agraecina scupiensis Deltshev, 2016

## Publication originale
- Simon, 1932 : Les arachnides de France. Tome VI. Synopsis générale et catalogue des espèces françaises de l'ordre des Araneae, 4e partie, Paris, vol. 6, p. 773-978.